# Jerzy Radziwiłowicz
Jerzy Radziwiłowicz (Warschau, 8 september 1950) is een Pools acteur.
Radziwiłowicz studeerde tot 1972 aan de toneelschool van Warschau. Daarna werkte hij van 1972 tot 1996 bij de schouwburg van Krakau. Sinds 1998 is hij verbonden aan het ensemble van het nationale theater van Warschau. Buiten Polen is hij vooral bekend in zijn rol als de arbeidersheld Mateusz Birkut in de films De man van marmer (1977) en De man van ijzer (1981) van Andrzej Wajda.

## Filmografie (selectie)
- 1977: De man van marmer
- 1981: De man van ijzer
- 1981: Le Grand Paysage d'Alexis Droeven
- 1982: Passion
- 1988: Les Possédés
- 1998: Secret défense
- 2003: Histoire de Marie et Julien